# آرثر ويبستر إيمرسون
آرثر ويبستر إيمرسون (بالإنجليزية: Arthur Webster Emerson)‏ هو رسام أمريكي، ولد في 5 ديسمبر 1885 في هونولولو في الولايات المتحدة، وتوفي في 18 يوليو 1968.